# Xiphonotus chevrolatii
Xiphonotus chevrolatii är en skalbaggsart som beskrevs av Lacordaire 1854. Xiphonotus chevrolatii ingår i släktet Xiphonotus och familjen stumpbaggar. Inga underarter finns listade i Catalogue of Life.